# Улукышла
Улукышла (тур. Ulukışla) — город и район в иле Нигде в Турции. Его площадь составляет 1,502 km², высота над уровнем моря 1,427 м. Население района — 32.928, из них 6.386 живут в районном центре.
Город Улукышла лежит в долине между горами Медетсиз и Болкар, принадлежащими к системе гор Тавр, и в прошлом находился на важном перекрёстке между Средиземным морем, равниной Конья и центральной Анатолией. Горы в районе Улукышла содержат такие минералы как золото, серебро, свинец, уголь, известняк, которые добывались тут на протяжении столетий. Климат здесь сухой и растительность типичная для сухих степей центральной Анатолии, в том числе здесь растет пшеница. Лето в Улукышла теплое и сухое а зима холодная и снежная.

## История
Здесь найдены погребения и другие следы присутствия человека с хеттского времени и даже раньше. Позднее эта область принадлежала Фригии и Римской империи. В деревне Башмакчи сохранилась гробница Фаустины, жены императора Марка Аврелия, а в Чифтехане сохранились бани, связанные с именем Клеопатры. В Византийское время здесь была база армии. В османское время город сохранял своё значение.

## Улукышла сегодня
Сейчас Улукышла это небольшой торговый город в сельской местности. Через него проходит железная дорога и трасса E5 из Аданы в Анкару. Здесь находится Технический колледж Университета Нигде.

## Достопримечательности
- Лечебные минеральные бани Чифтехан.
- Караван-сарай 17 века Ёкюз-Мехмет-паша, классический пример придорожной гавани, построенной на Шелковом пути в Иран. Фарук Нафиз Чамлыбель написал поэму Хан Дуварлары под влиянием посещения этих мест.
- Горы Медетсиз и Болкар, пещеры и каньоны популярны для любителей восхождения и экстремального спорта.